# Batalla de Katmandú

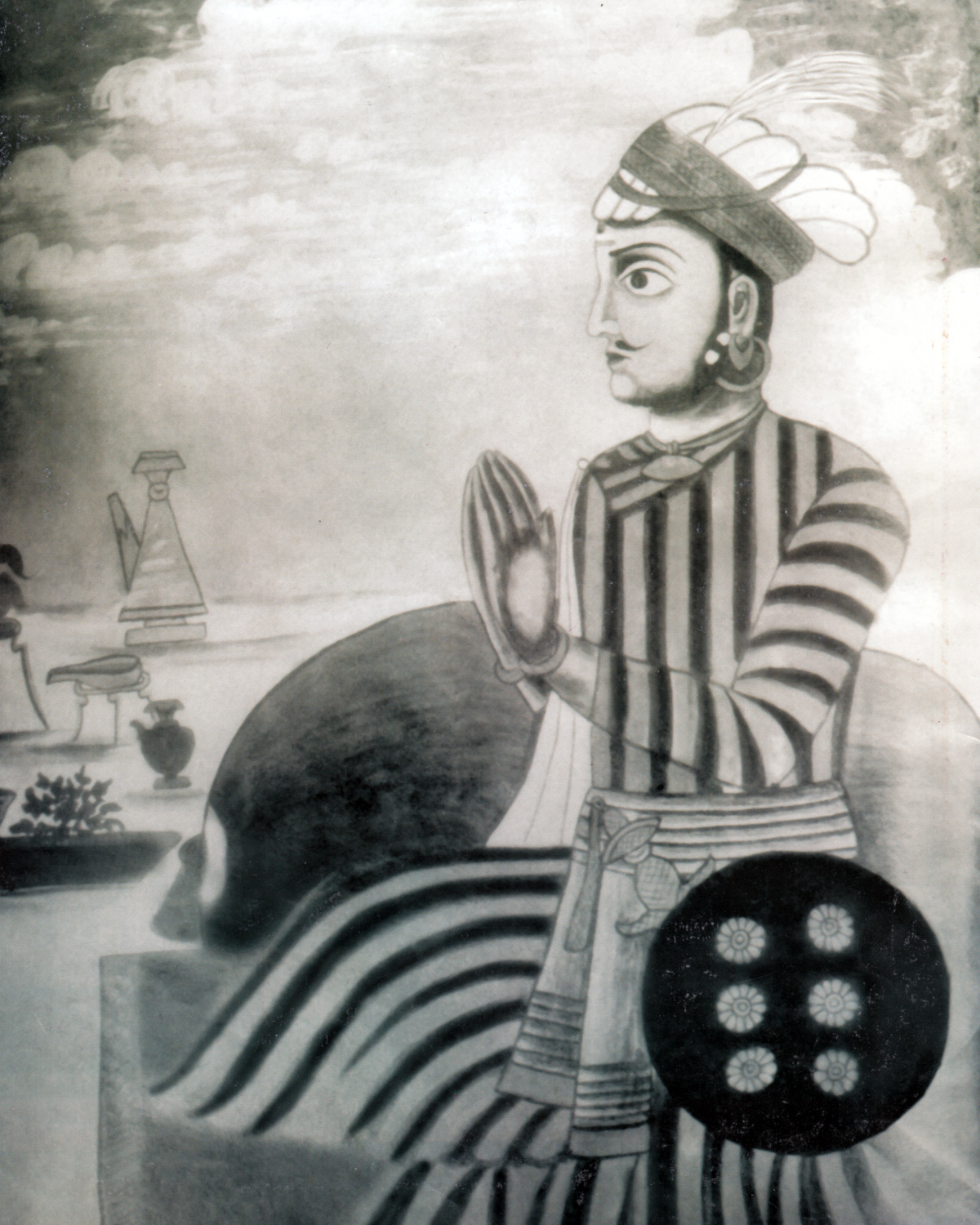
Jaya Prakash Malla (reinó entre 1736 y 1768), último rey de Katmandú.

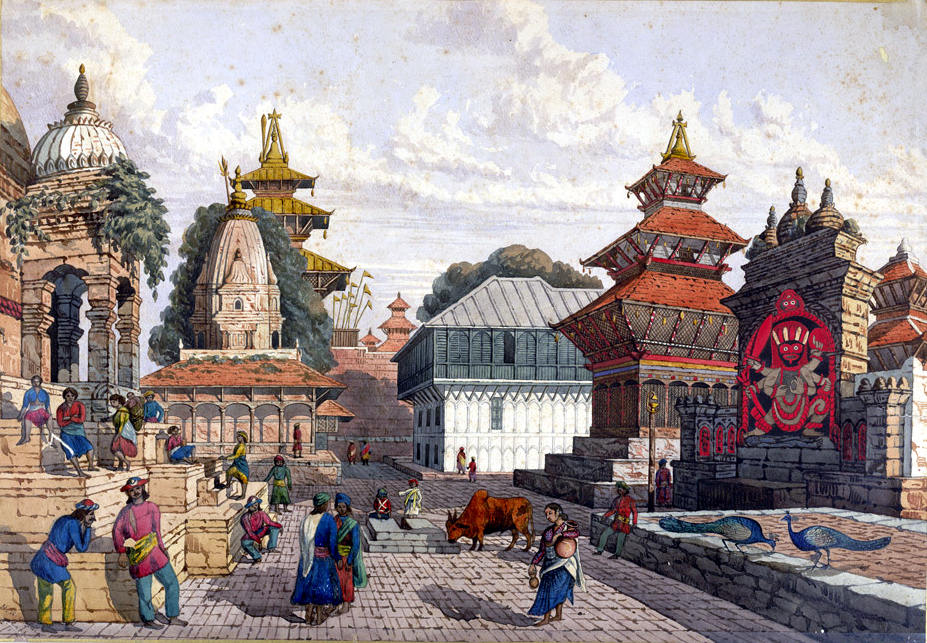
Plaza Durbar de Katmandú, donde la batalla principal se llevó a cabo, como se veía en 1852.

La batalla de Katmandú se produjo durante la conquista gorkhali de Nepal. La batalla se libró en Katmandú en el año 1768 y dio lugar a la derrota de su rey Jaya Prakash Malla por Prithvi Narayan Shah, rey del contiguo Reino Gorkha.
La victoria de Shah marcó el establecimiento de la dinastía Shah de Nepal y el fin del Estado de los newars indígenas. Los pacíficos newars, más inclinados hacia la cultura y el comercio, perdieron ante los belicosos gorkhalis, quienes habían logrado su expansión y el saqueo del reino.

## El bloqueo
Katmandú (nombres alternativos: Yen Desa येँ देस, Kantipur) fue una de las tres ciudades capitales en el valle de Katmandú, siendo Lalitpur y Bhaktapur las restantes dos. El reino de Katmandú se extendía a una distancia de 12 a 13 días de viaje al norte de la frontera tibetana. El río Trishuli marcó el límite entre Katmandú y Gorkha en el oeste.
Los gorkhalis deseaban el valle de Katmandú debido a su rica cultura, el comercio, la industria y la agricultura. En 1736, el rey gorkhali Nara Bhupal Shah lanzó un ataque sobre Nuwakot, una ciudad fuerte fronteriza en el noroeste del valle, pero fue derrotado rotundamente.
Su hijo Prithvi Narayan Shah se convirtió en rey en 1742 y reanudó la campaña. Convencido de que no sería capaz de tomar Katmandú con la fuerza, Shah trató de someter el valle asfixiando su comercio y el suministro de líneas. Sus fuerzas ocuparon pases estratégicos en las colinas de los alrededores, y estrangularon las rutas comerciales vitales que unen el Tíbet y la India.
En 1744, él tomó Nuwakot, que le dio un punto de apoyo en Nepal y le permitió detener su comercio con el Tíbet, que estaban sobre la ruta comercial sobre el Himalaya. En 1762 y 1763, los gorkhalis invadieron Makwanpur y Dhulikhel respectivamente, que rodeaban el valle de Katmandú desde el oeste, sur y este.
En un intento de causar una hambruna, montó un bloqueo impidiendo que ningún grano pasara hacia el valle. Corredores de bloqueo fueron colgados de los árboles en las carreteras. Como resultado, el hambre se enfrentó a los 18.000 hogares en Katmandú, 24.000 de Lalitpur, 12.000 de Bhaktapur y 6.000 de Thimi.

## Expedición británica
El asedio prolongado obligó al rey Malla de apelar a la Compañía Británica de las Indias Orientales en busca de ayuda contra los gorkhalis invasores. Las noticias de la venida de asistencia inglesa levantó los ánimos de los newars.
En agosto de 1767, el capitán George Kinloch encabezó una fuerza británica hacia Katmandú para rescatar a sus atribulados habitantes. Llegó a menos de 75 kilómetros de Katmandú y capturó los fuertes de Sindhuli y Hariharpur, pero se vio obligado a retirarse después de que los suministros se agotaran y sus tropas se amotinaran.

## La invasión
Con el coninuó asedio de Katmandú, los gorkhalis tomaron Kirtipur en la Batalla de Kirtipur en 1767. La caída de la ciudad colina situada al oeste de Katmandú, que estuvo marcado por la lucha sangrienta y el salvajismo, fue un revés para la defensa del valle.
Shah dirigió luego su atención a Katmandú. Él envió a sus agentes para infiltrarse en la ciudad y crear disensiones entre los newars mediante la realización de una campaña de propaganda. Después de muchos meses, consiguieron abrir una brecha entre el rey y los nobles de Katmandú.
En septiembre de 1768, los gorkhalis entraron en la ciudad. Ellos atacaron desde tres puntos de su perímetro - Bhimsensthan, Naradevi y Tundikhel. En Bhimsensthan, las mujeres newars se situaron en las ventanas de sus casas y le virtieron cubos de agua mezclada con polvo de chile a los soldados gorkhalis de abajo. Los hombres se enfrentaron a los atacantes en la calle. Después de una breve batalla, Jaya Prakash Malla se dio cuenta de que había sido traicionado por los nobles, y que Katmandú se había perdido. Entonces, huyó a Lalitpur con sus tropas de su confianza.
En los meses siguientes, los gorkhalis también conquistaron Lalitpur. Los tres reyes de Nepal se reunieron en Bhaktapur para una última resistencia contra los agresores. Shah conquistó Bhaktapur en 1769, completando así su conquista de Nepal. Él estableció la dinastía Shah que se mantuvo hasta 2008, cuando Nepal se convirtió en una república.